# 宮中雲子
宮中 雲子（みやなか くもこ、1935年 - 、本名・宮中ちどり）は日本の詩人、童話作家、作詞家。日本童謡協会副会長。同人誌『インターネット木曜手帖』編集長。日本のお手玉の会会長。

## 経歴
1935年、愛媛県西宇和郡三瓶町（現在の西予市）生まれ。三瓶高校、東京学芸大学国語科卒業。
大学在学中の1957年よりサトウハチローに師事。
1971年、童謡集「七枚のトランプ」で第1回日本童謡賞詩集賞受賞。
1996年、第8回サトウハチロー賞受賞。
1998年から故郷の三瓶町（2004年からは西予市）で宮中雲子音楽祭が毎年開催されている。
2016年、童謡集「夢を描いて」で第46回日本童謡賞受賞。

## 著書
- 「黒い蝶」木曜会出版部、1981[7]
- 「愛の不思議」宮中雲子 詩, 中丸ひとみ 絵　サンリオ, 1982[8]
- 「うたうヒポポタマス　サトウハチローの詩と人生」主婦の友社, 1983[9]
- 「はじめて童謡を書く」主婦の友社, 1990[10]
- 「私の心に生きる母」
- 「どんな音がするでしょか」宮中雲子 著, 西真里子 絵　教育出版センター, 1996[11]
- 「うらしまたろう」小学館, 1995[12]

など

## 作詞
- 「あくびのうた」
- 「犬はくさりがきらい」
- 「いらっしゃい風」
- 「ゆきだるま」
- 「お月さまがほしい」
- 「夕陽のスケッチ」（天地真理）
- 文京区立本郷小学校校歌
- 横浜市立日吉南小学校校歌

など